# الکساندر کیکینیو
الکساندر کیکینیو (بلاروسی: Аляксандр Фёдаравіч Кікінёў؛ زادهٔ ۹ آوریل ۱۹۸۰) کشتی‌گیر اهل بلاروس است.